# Dioscorea natalia
Dioscorea natalia là một loài thực vật có hoa trong họ Dioscoreaceae. Loài này được Hammel mô tả khoa học đầu tiên năm 2000.